# La Locomotora
La Locomotora fue una revista gubernamental guatemalteca que se publicó entre 1906 y 1909.  Fue el órgano divulgativo del Ministerio de Fomento del Gobierno de José Manuel Estrada Cabrera durante los años en que se concluyó el Ferrocarril del Norte de Guatemala, y por este motivo fue llamada de esa forma. La revista fue publicada en el período en que tuvieron lugar varios hechos fundamentales para Guatemala y el gobierno de Estrada Cabrera, tales como la Guerra entre Guatemala y El Salvador de 1906, el atentado de «La Bomba» de 1907, el atentado de «Los Cadetes» de 1908, y la muerte de la madre del gobernante: Joaquina Cabrera.  
La revista contiene artículos, poemas, partituras, crónicas e imágenes de los mejores literatos, intelectuales y artistas de la época; por mencionar solamente a algunos, se pueden encontrar partituras de Germán Alcántara y Rafael Álvarez Ovalle, poemas de José Joaquín Palma, Rubén Darío y José Santos Chocano, y artículos y crónicas de Agustín Gómez Carrillo y de Enrique Gómez Carrillo.  Y en cuanto a imágenes, presenta numerosas fotografías del reconocido artista guatemalteco Alberto G. Valdeavellano. Pero, por otro lado, sus páginas muestran claramente el nivel de servilismo que existía en el gobierno liberal de Estrada Cabrera, al que se refiere el historiador conservador Rafael Arévalo Martínez en su obra ¡Ecce Pericles!: la mayoría de artículos adulan al presidente llamándolo «Ilustre Gobernante», «Benemérito de la Patria» y otros calificativos similares e incluso se publicó un número extraordinario para reportar el fallecimiento y sepelio de doña Joaquina Cabrera con lujo de detalles; y luego de los fallidos atentados en contra del presidente en 1907 y 1908 se publicaron números completos dedicados a los «manifiestos de adhesión para la benemérita figura del presidente Estrada Cabrera» en donde queda evidenciado que el servilismo alcanzaba hasta los más recónditos rincones del país.

## Principales reportajes

### Ferrocarril del Norte de Guatemala
Este proyecto fue emprendido originalmente por el gobierno del general Justo Rufino Barrios quien lo dejó inconcluso al morir en 1885; su sobrino, el presidente José María Reina Barrios retomó el proyecto y logró llegar desde Puerto Barrios hasta El Rancho, a solo noventa millas de la Ciudad de Guatemala siguiendo un trazo paralelo al cauce del río Motagua. Cuando la construcción parecía que iba a concluirse felizmente, Reina Barrios organizó la Exposición Centroamericana para 1897, principalmente para mostrar a potenciales inversionistas extranjeros la infraestructura ferroviaria de Guatemala, que -de haberse concluido- habría competido con un canal interoceánico que todavía no se había construido. Desafortunadamente, los precios internacionales del café —único producto de exportación de Guatemala— y de la plata cayeron estrepitosamente, llevando a la ruina a Guatemala, y dejando inconcluso el ferrocarril.
Tras el asesinato de Reina Barrios, su sucesor —el licenciado Manuel Estrada Cabrera— otorgó la concesión de la construcción del ferrocarril a una empresa norteamericana, la cual lo concluyó en 1908. Para entonces, el ferrocarril ya no era estratégico, pues el Canal de Panamá ya estaba casi concluido y el gobierno guatemalteco otorgó su operación en concesión a la United Fruit Company y su subsidiaria International Railways of Central America.

### Guerra entre Guatemala y El Salvador, 1906

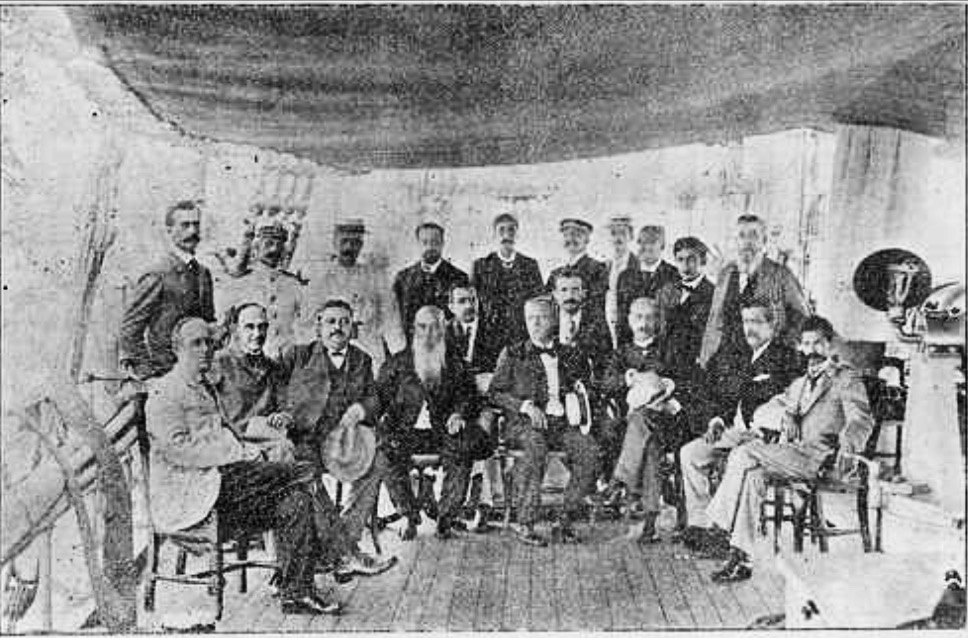
Imagen los participantes de la conferencia que se realizó a bordo del «Marblehead» para celebrar el Tratado de Paz, Amistad y Comercio tras la guerra entre Guatemala y El Salvador de 1906.

Tras la muerte del general invasor salvadoreño Tomás Regalado, las tropas salvadoreñas retrocedieron hacia El Salvador y posteriormente se firmó el Tratado de Paz, Amistad y Comercio entre Guatemala, Honduras y El Salvador el 20 de julio de 1906 a bordo del crucero estadounidense «Marblehead», a instancias de los gobiernos de Estados Unidos y de México.
Al respecto, Estrada Cabrera emitió el decreto N.°663 el 21 de julio de 1906, por medio del cual el gobierno de Guatemala aceptaba el Tratado de Paz del «Marblehead» en su totalidad; además, el presidente guatemalteco también envió una misiva al general Porfirio Díaz en los siguientes términos: «A su Excelencia, el señor general don Porfirio Díaz, presidente de los Estados Unidos Mexicanos.  Grande y Buen Amigo:  Tanta honra como satisfacción me cabe al manifestar a Vuestra Excelencia que el Convenio de Paz y Arbitraje que se firmó a bordo del crucero americano Marblehead el 20 de julio anterior, fue oportunamente aprobado en todas sus partes por mi Gobierno y ha tenido ya la aprobación de la Asamblea Nacional Legislativa; lo cual no dudo será grato a Vuestra Excelencia que de modo tan generoso se sirvió dirigirme la iniciativa de este arreglo, que puso término muy digno a la emergencia entre esta República y las de El Salvador y Honduras».
La revista publicó el tratado en su totalidad el 28 de julio de 1906; dicho Tratado dejó a Guatemala en una situación predominante en Centroamérica por el resto del gobierno de Estrada Cabrera.

### Atentado de La Bomba
Además de los detalles de cómo ocurrieron los hechos, la revista publicó un detallado reportaje del ingeniero en Minas Enrique Invernizzio, en el número del 10 de mayo de 1907.  Invernizzio estuvo presente en el lugar de los hechos, la 7.ª avenida sur, frente a la casa número 56, poco después de la explosión y a su juicio preliminar la misma fue provocada por una carga de dinamita. Luego realizó un estudio detallado de las dos casas vecinas sobre la 17 calle oriente y la 7.ª avenida sur, del cráter de la explosión y de los olores que emanaban del sitio horas después del hecho.

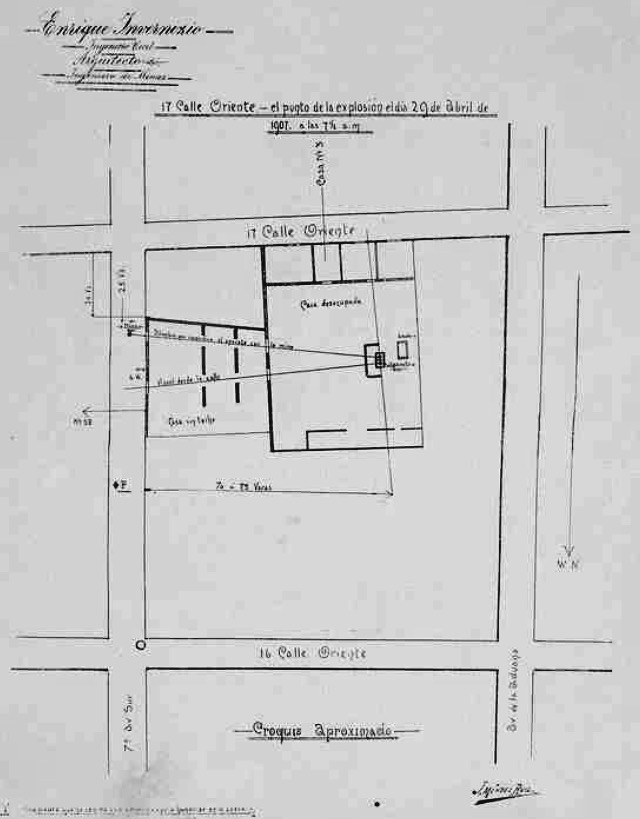
Plano del área en donde ocurrió el atentado. Dibujo de Enrique Invernizzio en La Locomotora.
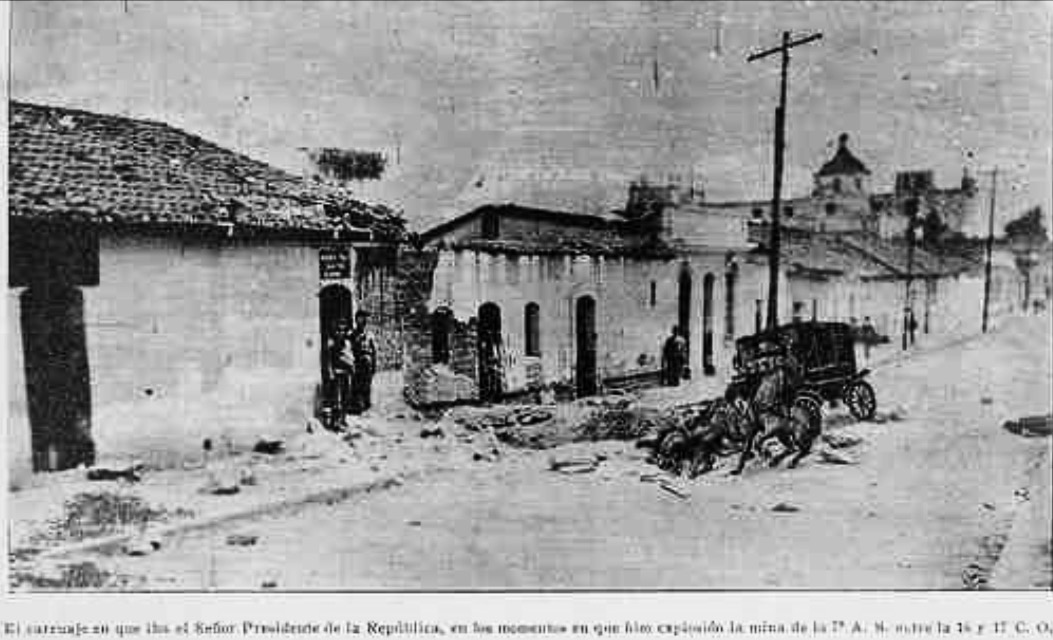
Así quedó el carruaje del licenciado Estrada Cabrera tras la detonación. La iglesia que se observa al fondo es la de San Francisco.
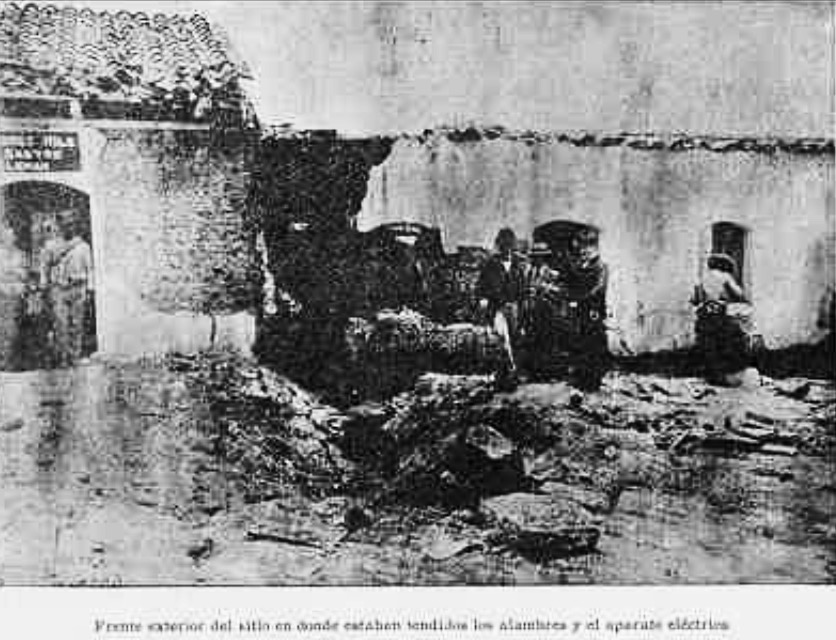
Frente del lugar en donde estaban los cables eléctricos y del detonador eléctrico.
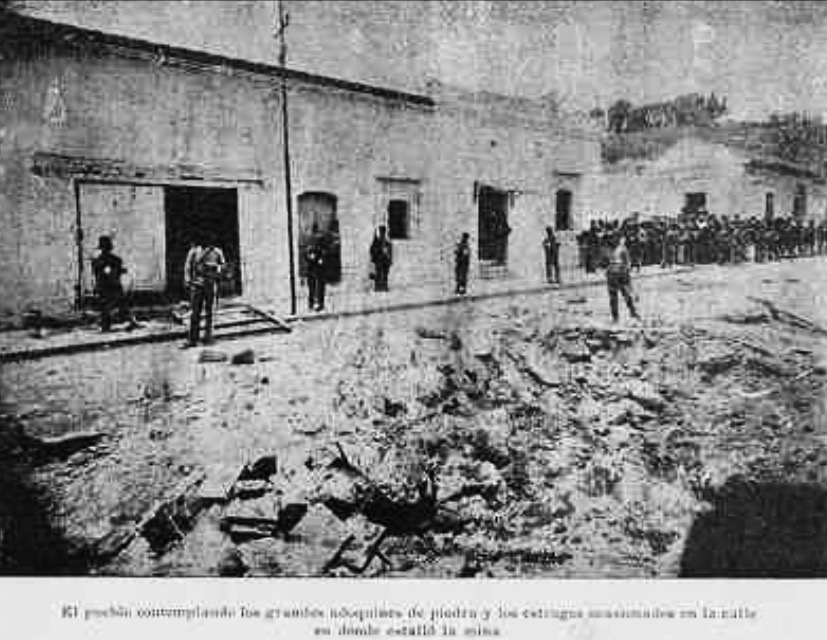
Curiosos observando los efectos del atentado de La Bomba contra Manuel Estrada Cabrera el 29 de abril de 1907.
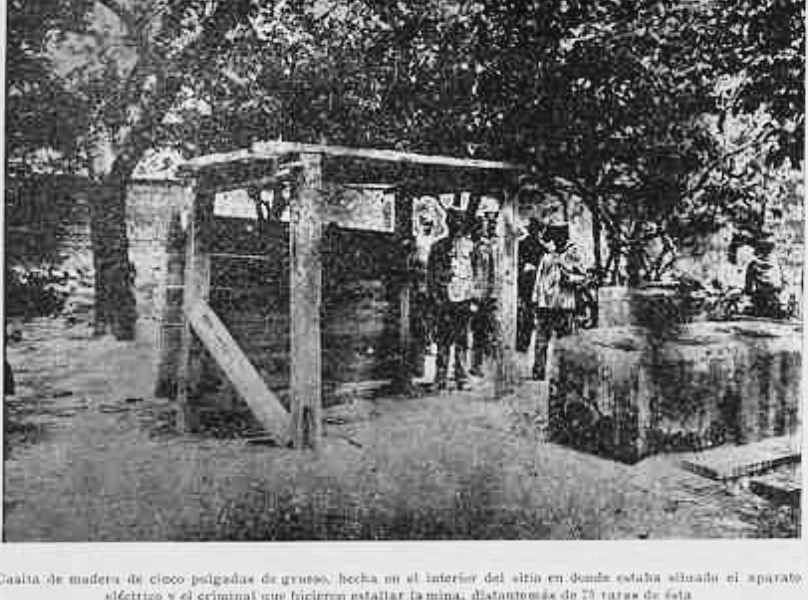
Caseta de madera construida para albergar el detonador eléctrico y la persona que la activaría.  Estaba a una distancia de aproximadamente 65 metros de donde ocurrió la detonación.

De acuerdo a su análisis, Invernizzio determinó que los autores del atentado «empezaron excavando el frente interno de la pared exterior de la casa número 58 de la 7.ª avenida sur, en donde estaba una ventana cerrada con viejas hojas de madera, clausurando las otras ventanas y la puerta de la casa abandonada»; así pues, se valieron de las puertas de la casa número 3 de la 17 calle oriente.  Invernizzio calculó que la profundidad de la excavación fue de aproximadamente un metro por debajo del nivel del suelo de la casa, que ya no tenía piso, y de cerca de cuarenta centímetros de espesor; la misma se prolongaba como cuatro metros hacia adentro de la casa, lo que permitía maniobrar las herramientas que se usaron para excavar por debajo de la acera y el adoquinado, a una profundidad que permitiera que la explosión fuera efectiva y que, al mismo tiempo, evitara que se dañara la calle y delatara la excavación.  De acuerdo a su experiencia con excavaciones, Invernizzio determinó que la excavación fue realizada de noche y con mucho cuidado, utilizando varillas de hierro con punta para abrir la tierra y luego arrastrarla hacia la casa; la cámara ya terminada tenía aproximadamente dos pies cuadrados de ancho, y en ella colocaron los explosivos en contacto con alambres de cobre conectados con un fulminante de mercurio, los que salían de la cámara hasta llegar al detonador, protegidos mediante el uso de unos tubos de cañería revestidos de caucho.  Fue tal el cuidado que se realizó en la construcción que incluso rellenaron la excavación con piedras, para evitar el efecto de cañón cuando ocurriera la explosión.

### Atentado de Los Cadetes, 1908

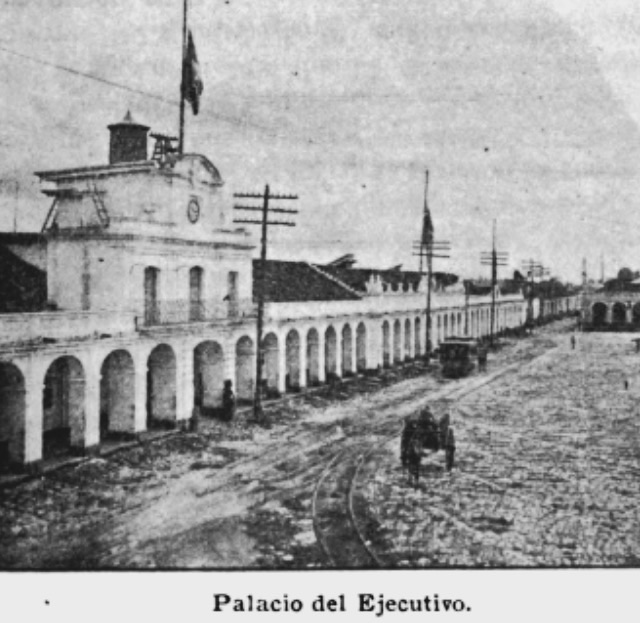
Antiguo Palacio Real colonial en 1907.

El 20 de abril de 1908, durante la recepción oficial del nuevo ministro plenipotenciario de Estados Unidos, Mr William Heinke, en el Palacio de Gobierno ocurrió el atentado de «Los Cadetes». Estrada Cabrera, vestido de rigurosa etiqueta, llegó a la puerta del salón en el palacio en su coche de punto; el imaginaria avisó a concurrencia, y el presidente bajó del coche, y atravesaba el corredor público frente al Pabellón Nacional cuando sonó un disparo. El cadete de la Escuela Politécnica Víctor Manuel Vega, en venganza por la prisión y las torturas de sus jefes y amigos, en lugar de presentar el arma le disparó a Estrada Cabrera a quemarropa, pero el proyectil solo hirió a este en el dedo meñique de la mano izquierda. Por una casualidad increíble, el presidente se salvó porque el corredor público era muy estrecho, y cuando pasó frente a la bandera se quitó el sombrero de copa y apartó la tela de la insignia con la mano izquierda justo cuando salía el disparo de Vega.  Estrada Cabrera se tiró al suelo y rápidamente se arrastró hasta la esquina más próxima y se metió a la primera oficina del Ministerio de Relaciones Exteriores, donde se puso a salvo. Allí se le unieron el ministro de Relaciones Exteriores, Juan Barrios M. —revólver en mano— y el subsecretario Felipe Estrada Paniagua, además de algunos soldados.
La guardia del presidente reaccionó de inmediato, atacando a la Compañía entera de los Cadetes que montaba guardia, hiriendo y matando a varios de ellos, mientras que el resto fue conducido a los calabozos o logró refugiarse en casas vecinas. Los oficiales a cargo del Estado Mayor presidencial eran: general José María Orellana, coronel Mauro de León, tenientes coroneles Ernesto de León y Juan B. Arias, comandante Carlos Jurado, capitán Lisandro Anleu y  Silvano Miralles. Fue precisamente Anleu quien mató al cadete Vega en el lugar donde intentó perpetrar el magnicidio, quien cayó a los pies de la comitiva de Estrada Cabrera, quedando tendido entre el corredor y la alfombra de  la subsecretaría de Relaciones Exteriores.  Sin embargo, Anleu —quien era familiar del presidente Estrada Cabrera— víctima de un tiro de revólver.

### Fallecimiento de Joaquina Cabrera
Joaquina Cabrera murió el 3 de julio de 1908 después de padecer una larga enfermedad. Cuando falleció, se repitieron las adulaciones en los medios oficiales, y del pueblo en general, ya que pocos meses antes, el 20 de abril, había ocurrido el atentado de «Los Cadetes» en contra el presidente Estrada Cabrera y la represión en el país estaba en su punto más alto.  Todos los ciudadanos, pues, estaban afanados en que se supiera que estaban de acuerdo con el régimen cabrerista, pues conocían las consecuencias terribles que habían enfrentado los autores y supuestos colaboradores del atentado del 20 de abril, y del atentado de «La Bomba», que había ocurrido el 29 de abril de 1907.
Gerardo Gordillo Taboada, redactor y editor de La Locomotora escribió en un número especial publicado en su honor el 6 de julio de 1908: «La consternación que tan triste suceso ha producido en la sociedad es unánime, porque unánime es también y justiciero el reconocimiento de los altísimos méritos de la Señora Cabrera de Estrada; y en más de una ocasión y por diversos motivos a todos favoreció su benéfica influencia, pues magnánima y cariñosa, no conoció dolor que no hubiera tratado de aliviar ni supo de llanto que no hubiese procurado secar».  De acuerdo con el historiador conservador Rafael Arévalo Martínez en su obra ¡Ecce Pericles! —en la que critica duramente el gobierno liberal de Estrada Cabrera—, las descripciones que se utilizaban en los medios oficiales para describir la relación entre el presidente y su madre contrastaban con la realidad: Joaquina Cabrera nunca se casó y tenía una relación muy tirante con su hijo, al que se negaba a abandona; incluso, cuando nació su hijo Manuel, abandonó a su bebé a las puertas de la casa del supuesto padre del niño y no fue sino hasta que este aceptó ayudarla un poco en la manutención que ella se hizo cargo de él.
El funeral fue magnífico y constituyó un evento en que quedó demostrado el servilismo imperante en la sociedad para con el presidente guatemalteco: se repartieron esquelas no solamente de parte del presidente y de su familia, sino que también del Consejo de Ministros, del Consejo de Estado, de la municipalidad de Guatemala y de la Junta Directiva del «Club de Amigos del Licenciado don Manuel Estrada Cabrera».
Miles de personas acudieron a las calles por donde iba a circular el cortejo: el sur de la Plaza de Armas, el Portal del Comercio, y las calles al norte y este del Teatro Colón se llenaron poco antes de las cuatro de la tarde, en que la Banda Marcial inició las marchas fúnebres que acompañaron al sepelio.

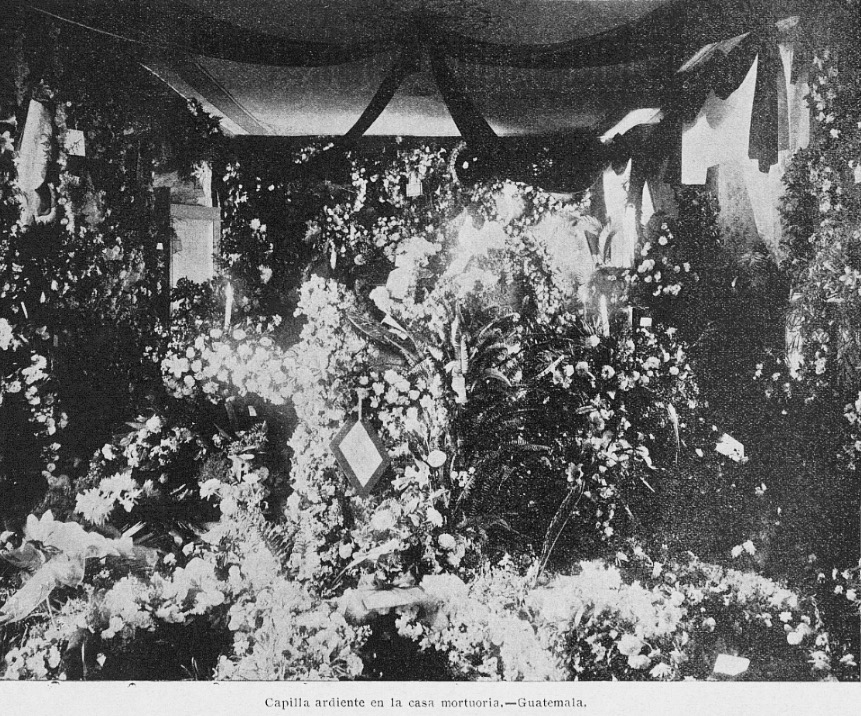
Capilla ardiente
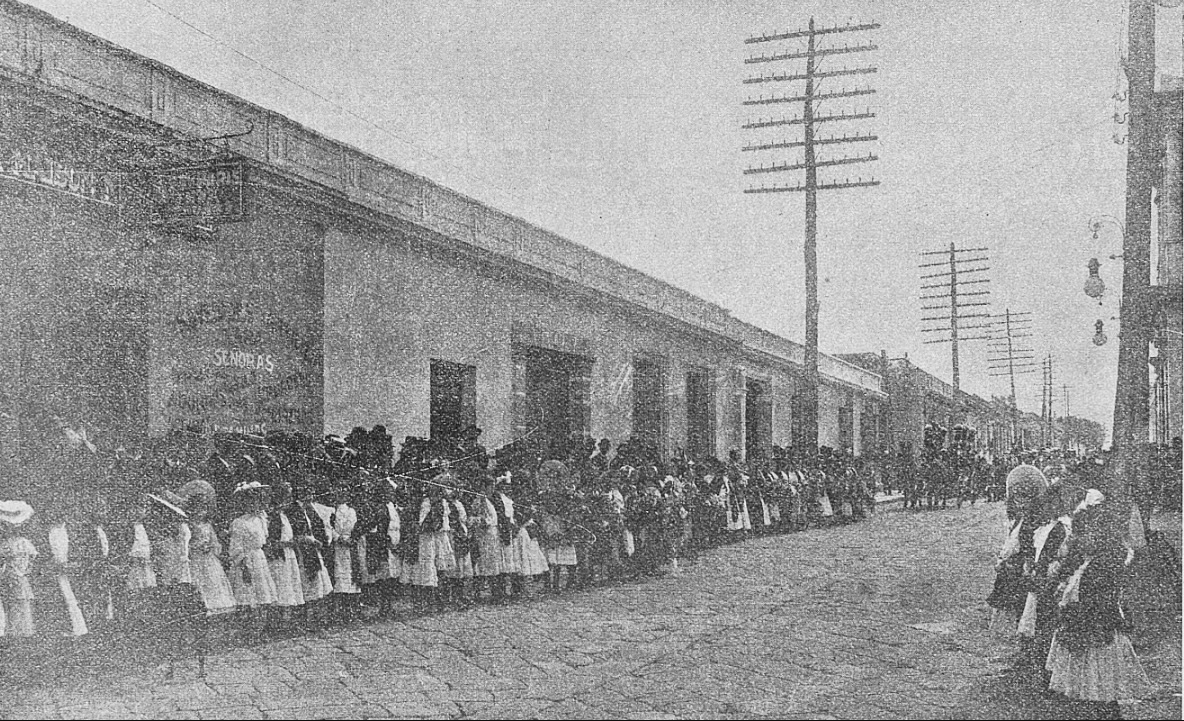
Inicio del cortejo fúnebre en las calles de la Ciudad de Guatemala
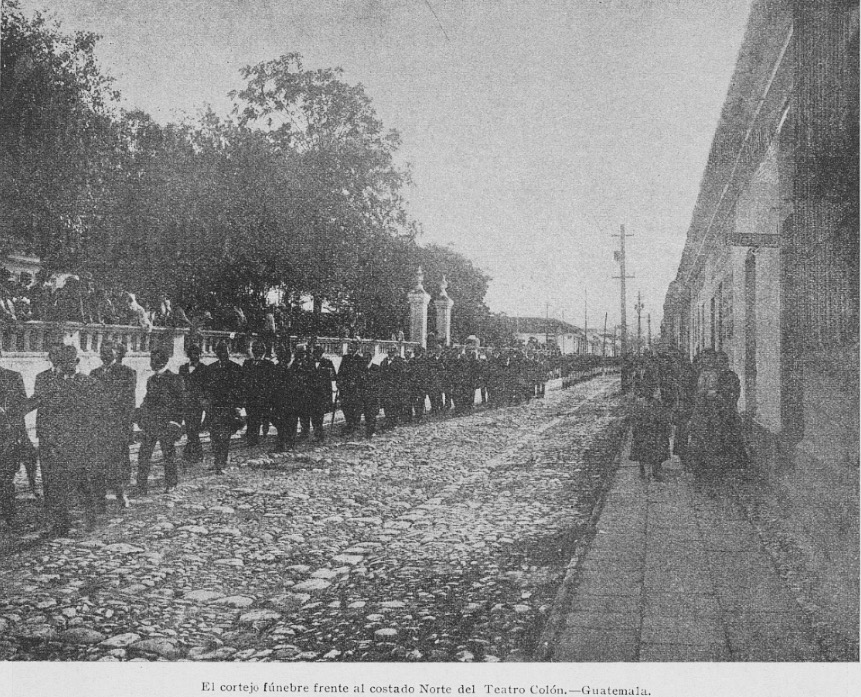
Paso del cortejo fúnebre frente al Teatro Colón
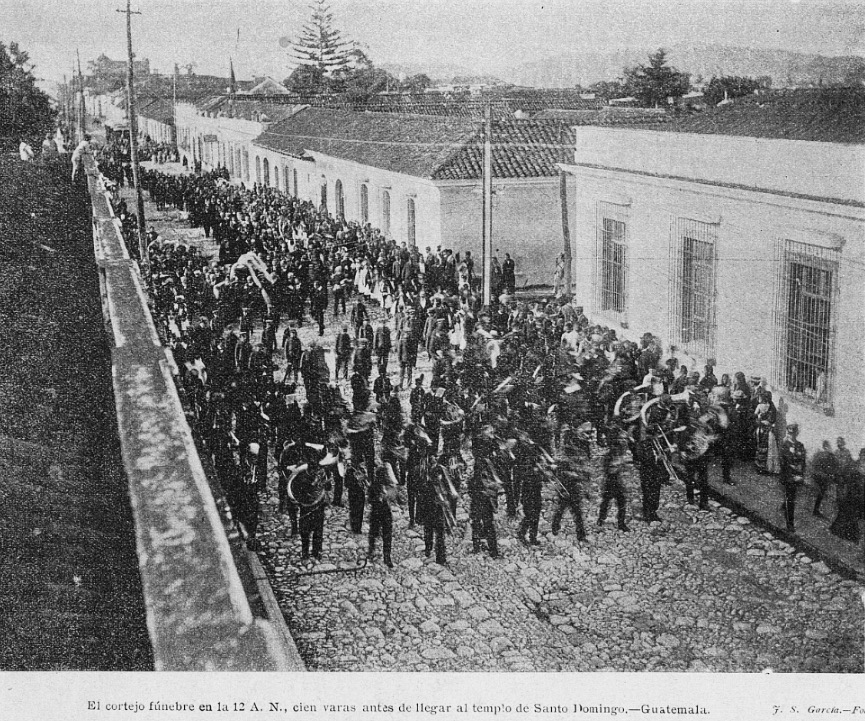
Paso de la Banda Marcial, aproximándose a la Iglesia de Santo Domingo
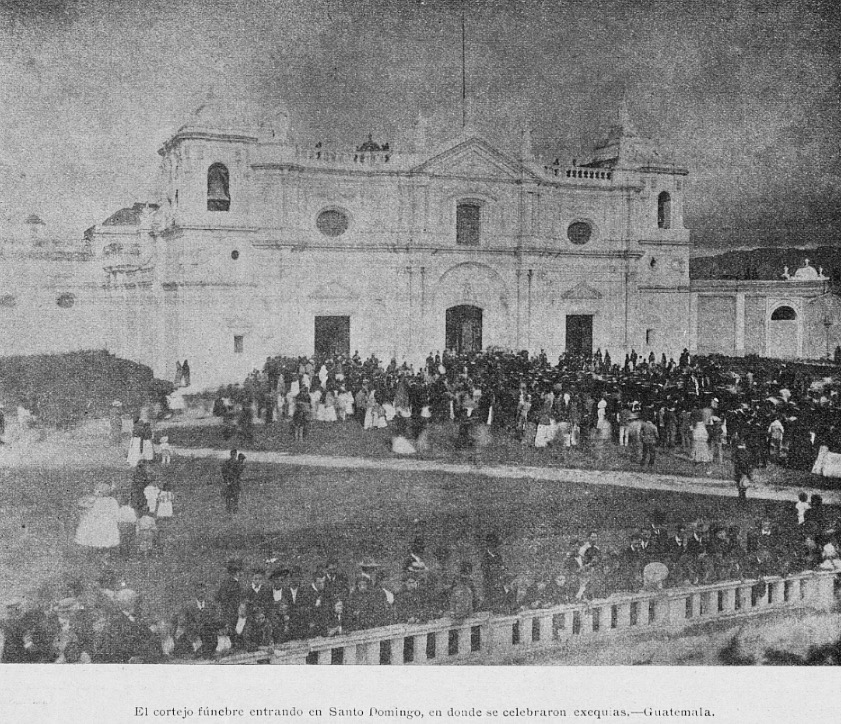
Llegada del sepelio a la Iglesia de Santo Domingo.

Las honras fúnebres se hicieron en el templo de Santo Domingo y dos horas después se despidió el cortejo, para trasladar el féretro a la estación del Ferrocarril Central, que la trasladó a Quetzaltenango con una comitiva de miembros del Consejo de Estado.

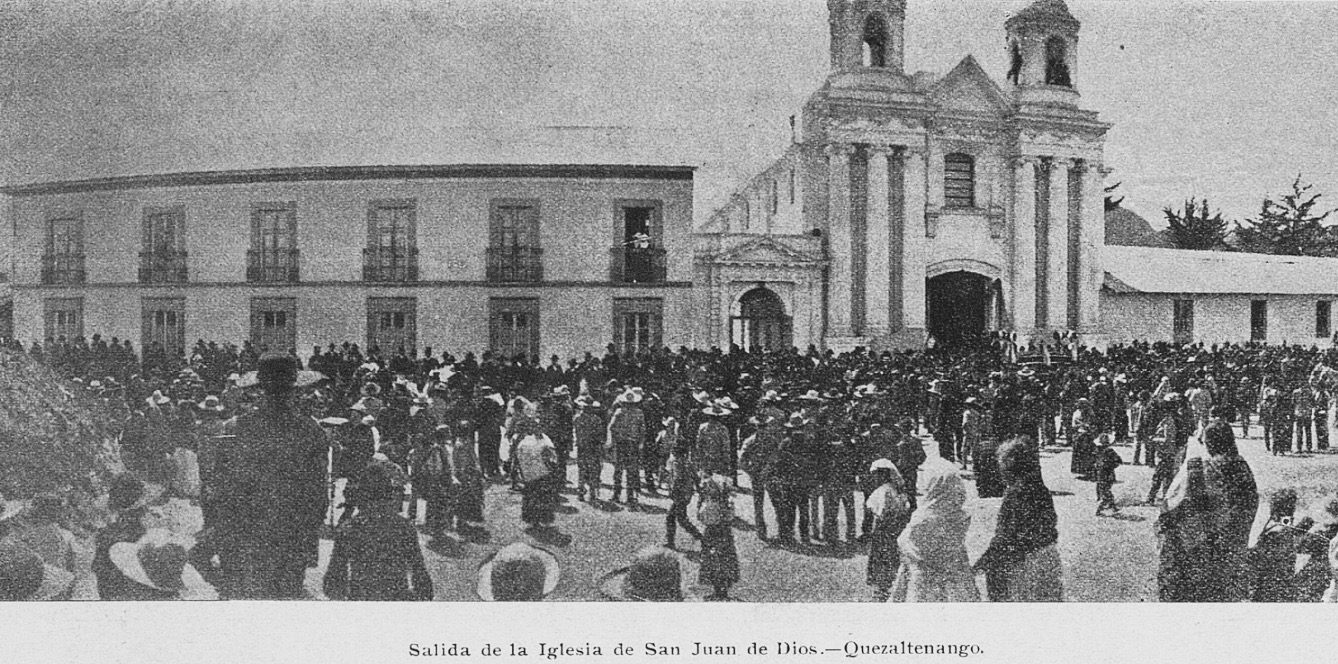
Concurrencia en las afueras de la Iglesia de San Juan de Dios en Quetzaltenango el 5 de julio.
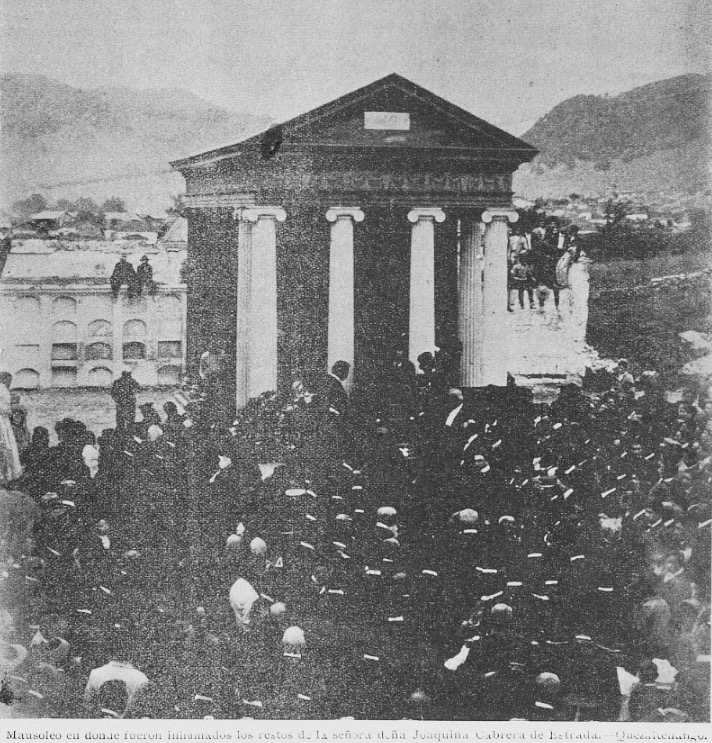
Mausoleo de los Estrada Cabrera en Quetzaltenango.
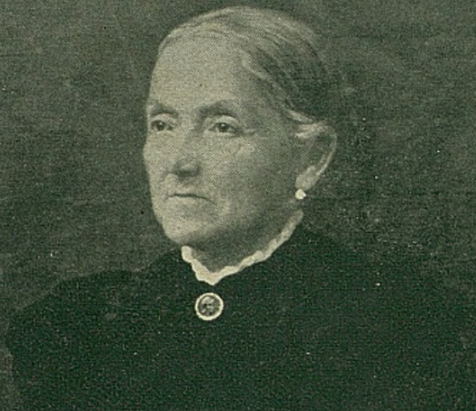
Última foto de Joaquina Cabrera

En Quetzaltenango, su ciudad natal, se dieron muestras de servilismo similares a las que se dieron en la ciudad de Guatemala:  el féretro fue conducido a la iglesia de San Juan de Dios, y de allí trasladado con numerosa concurrencia que incluía a escolares, empleados públicos y curiosos hasta el cementerio general de la ciudad, en donde fue sepultada en el panteón de la familia.

## Editores

### Felipe Estrada Paniagua
Estrada Panigua fue un colaborador de Estrada Cabrera desde el principio de su administración;  de hecho, en 1899 bajo el pseudónimo Barbaroux publicó el libro El 9 de febrero de 1898 en el que alabó los méritos del presidente guatemalteco en los días siguientes al asesinato de su predecesor, el general José María Reina Barrios. Al momento de ser editor de La Locomotora era también subsecretario de Fomento y el director de la Tipografía Nacional de Guatemala.
En 1911 fue nombrado cónsul de Guatemala en San Francisco , California en julio de 1911, y a esa ciudad se trasladó con su esposa y sus cinco hijos; pero allí enfermó de gripe y falleció el 23 de octubre de ese años.  Tenía 44 años de edad cuando murió y fue enterrado en el cementerio Cypress de esa ciudad estadounidense.

### Joaquín Méndez
Méndez también fue director de la Tipografía Nacional, y fungía como tal cuando el presidente Estrada Cabrera asumió el poder el 8 de febrero de 1898.  Después fue ministro de Fomento del gobierno cabrerista y tenía una relación muy cordial con el presidente; él mismo se lo relató al escritor conservador Arévalo Martínez, quien en ¡Ecce Pericles! relata así lo que le dijo el exministro de Cabrera: «Me quería mucho. Yo conocía el secreto de hacerlo sonreír y eso bastaba para que me perdonara muchos atrevimientos.  Cuando su jefe de Estado Mayor, general José María Orellana, lo veía con un acceso de neurastenia o muy colérico me suplicaba por teléfono, para salvarse de sus iras, que yo lo fuera a aplacar.»
Su carrera dentro del régimen cabrerista fue en ascenso, principalmente por su excelente don de gentes.  Luego de que La Locomotora dejó de publicarse en 1909 continuó colaborando con el gobierno, y en 1911, cuando el gobierno del presidente estadounidense William Howard Taft no logró comprometer al gobierno guatemalteco a aceptar un préstamo oneroso, sirvió una importante misión diplomática ante el Secretario de Estado Philander C. Knox, para evitar que la administración norteamericana removiera a Estrada Cabrera de la presidencia.  En premio a la excelente labor realizada, Estrada Cabrera lo nombró embajador de Guatemala en Washington el 4 de noviembre de 1911, y permaneció en ese puesto hasta la caída del régimen cabrerista en abril de 1920.